# Jörg Hoffmann (natation)
Pour les articles homonymes, voir Hoffmann et Jörg Hoffmann.
Jörg Hoffmann, né le 29 janvier 1970 à Schwedt, est un nageur allemand spécialiste des épreuves de demi-fond en nage libre. Il a représenté l'Allemagne de l'Est jusqu'à la réunification allemande.

## Palmarès

### Jeux olympiques
- Jeux olympiques de 1992 à Barcelone (Espagne) :
  -  Médaille de bronze du 1 500 m nage libre.

### Championnats du monde
Grand bassin
- Championnats du monde 1991 à Perth (Australie) :
  -  Médaille d'or du 400 m nage libre.
  -  Médaille d'or du 1 500 m nage libre.

Petit bassin
- Championnats du monde 1993 à Palma de Majorque (Espagne) :
  -  Médaille d'argent du 1 500 m nage libre.
  -  Médaille d'argent au titre du relais 4 × 200 m nage libre.

- Championnats du monde 1995 à Rio de Janeiro (Brésil) :
  -  Médaille d'argent du 400 m nage libre.
  -  Médaille de bronze du 1 500 m nage libre.
  -  Médaille d'argent au titre du relais 4 × 200 m nage libre.

- Championnats du monde 1997 à Göteborg (Suède) :
  -  Médaille d'argent du 1 500 m nage libre.

- Championnats du monde 2000 à Athènes (Grèce) :
  -  Médaille d'or du 1 500 m nage libre.

### Championnats d'Europe
Grand bassin
- Championnats d'Europe 1989 à Bonn (Allemagne de l'Ouest) :
  -  Médaille d'or du 1 500 m nage libre.

- Championnats d'Europe 1991 à Athènes (Grèce) :
  -  Médaille d'or du 1 500 m nage libre.
  -  Médaille de bronze au titre du relais 4 × 200 m nage libre.

- Championnats d'Europe 1993 à Sheffield (Royaume-Uni) :
  -  Médaille d'or du 1 500 m nage libre.
  -  Médaille d'argent au titre du relais 4 × 200 m nage libre.

- Championnats d'Europe 1995 à Vienne (Autriche) :
  -  Médaille d'or du 1 500 m nage libre.

Petit bassin
- Championnats d'Europe 1999 à Lisbonne (Portugal) :
  -  Médaille d'argent du 400 m nage libre.
  -  Médaille d'argent du 1 500 m nage libre.

- Championnats d'Europe 2001 à Anvers (Belgique) :
  -  Médaille d'or du 1 500 m nage libre.
  -  Médaille d'argent du 400 m nage libre.

### Championnats d'Europe juniors
- Championnats d'Europe 1986 à Berlin-Ouest (Allemagne de l'Ouest) :
  -  Médaille de bronze du 1 500 m nage libre.